# 7837 Mutsumi
A 7837 Mutsumi (ideiglenes jelöléssel 1993 TX) a Naprendszer kisbolygóövében található aszteroida. Seidai Miyasaka és Hiroshi Abe fedezte fel 1993. október 11-én.

## Kapcsolódó szócikk
- Kisbolygók listája (7501–8000)